# Pletismografia

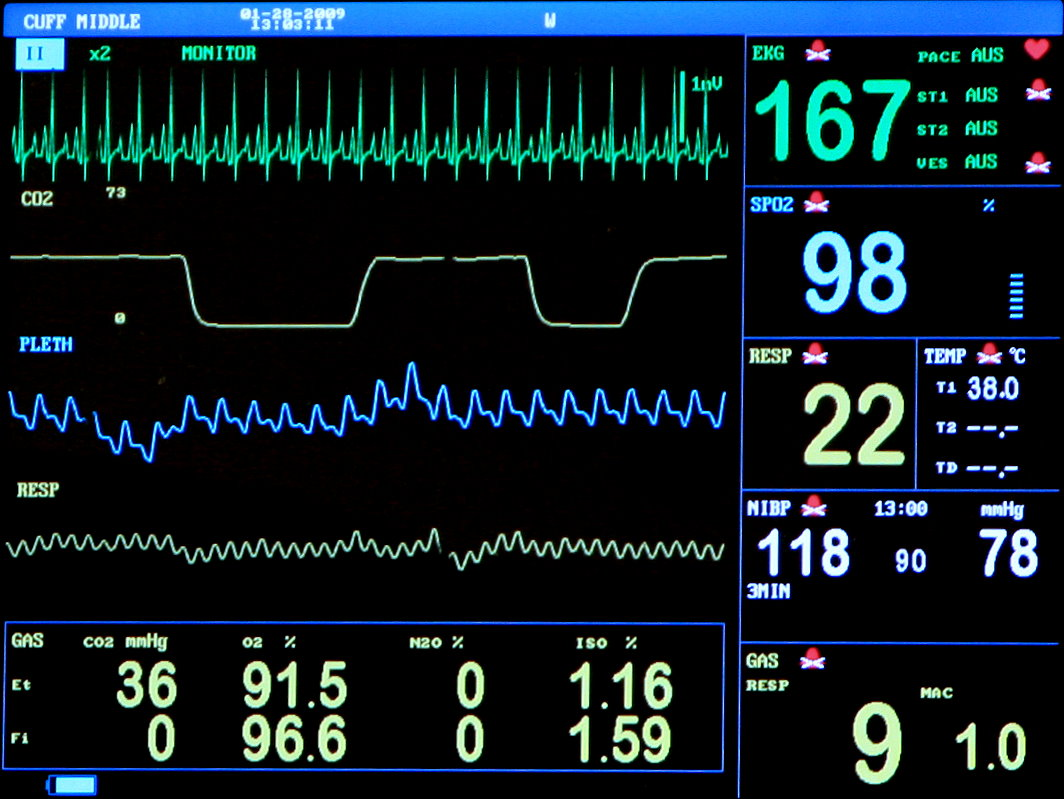
Presentació d'una pulsioximetria amb un Pletismograma (gràfic de dalt)

La pletismografia  és un conjunt de mètodes per mesurar el flux de la sang. La paraula ve del grec plethysmo que vol dir augment. La tècnica consisteix a mesurar l'augment del volum sanguini durant l'oclusió del retorn venós.

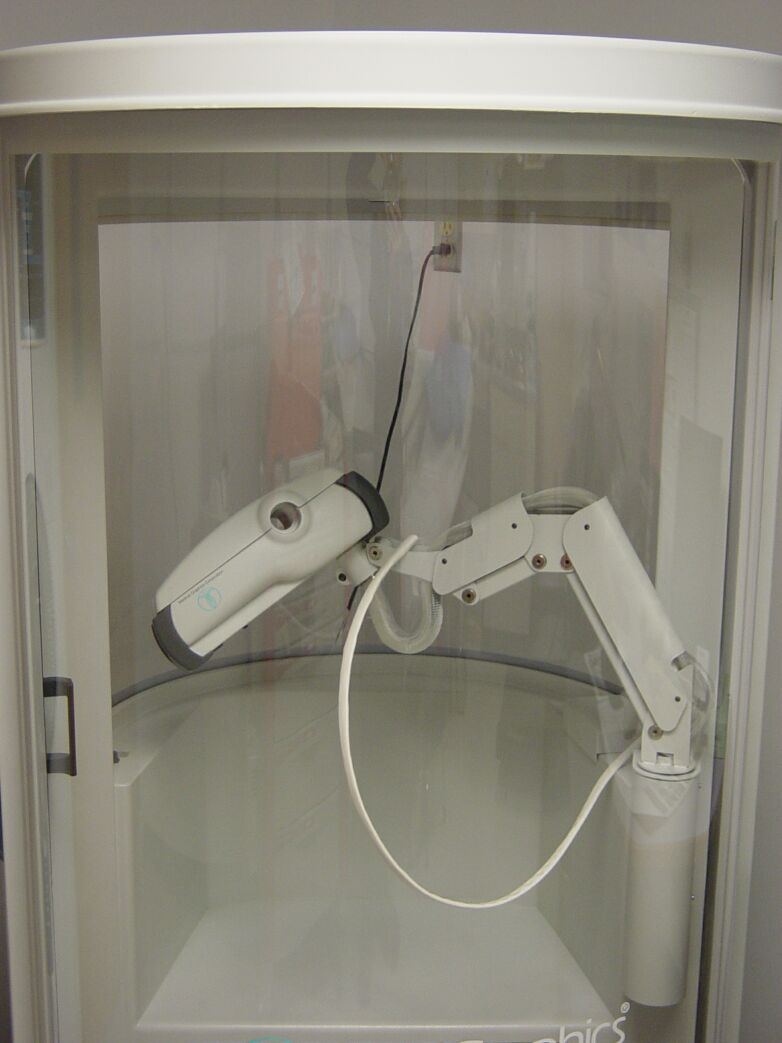
Pletismògraf utilitzat en la medicina pulmonar.

També s'utilitza en medicina respiratòria (pneumologia) amb unes cabines estanques en les que les variacions de pressió són registrades per un sensor de pressió associat a un espiròmetre, per tal de mesurar els volums pulmonars d'aire no mobilitzable (RV, FRC, VGT) 
Diferents mètodes de pletismografia 
- Pletismografia per desplaçament d'aire
- Pletismografia per efecte fotoelèctric
- Pletismografia per extensòmetre
- La pletismografia d'impedància

La pletismografia s'utilitza en medicina bàsicament, però també per a la fabricació de cardiofreqüencímetres sense sensor al pit (que utilitzen tradicionalment un mètode electrocardiogràfic (ECG) i el pols es mesura per pletismografia fotoelèctrica, amb un sensor que il·lumina les artèries del canell sobre el qual se sosté.